# Data Modul
Die Data Modul AG mit Hauptsitz in München ist ein weltweit tätiger Händler und Hersteller von individuell an den Kunden angepassten industriell genutzten Display-, Touch-, Embedded-, Monitor- und Panel-PC-Lösungen. Die 1972 gegründete Firma ist als Aktiengesellschaft im CDAX notiert und realisiert am Entwicklungs-, Logistik- und Fertigungsstandort in Weikersheim Eigenprodukte und kundenspezifische Displaysysteme.

## Geschichte des Unternehmens

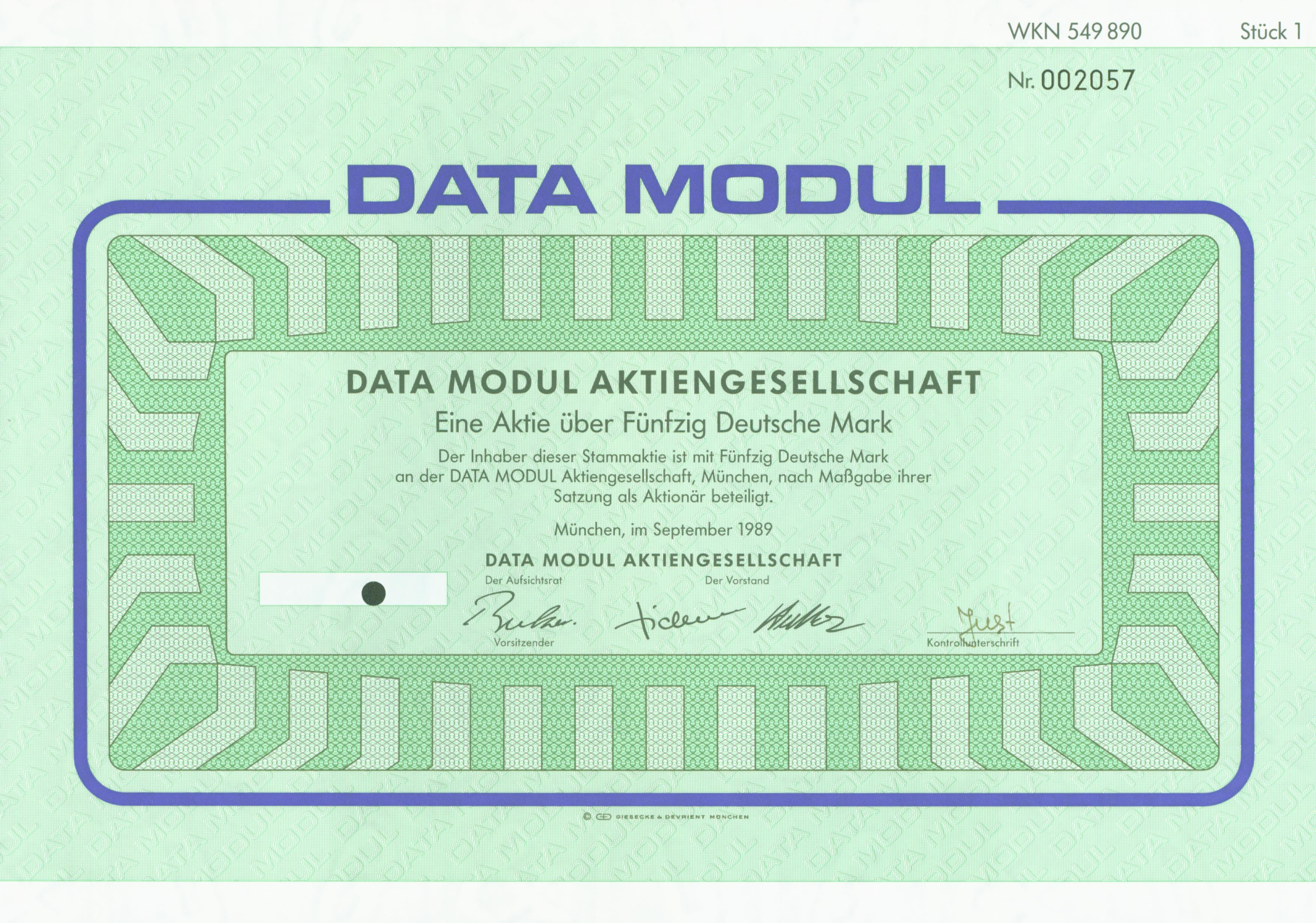
Aktie über 50 DM der Data Modul AG vom September 1989

Die Data Modul GmbH wurde 1972 in München gegründet und 1988 in eine Aktiengesellschaft umgewandelt. Das Unternehmen ging im folgenden Jahr an die Börse München und die Börse Frankfurt. 1998 wurde die Conrac GmbH aus Weikersheim übernommen und die Produktion zusammengelegt. Mit der Umfirmierung der Conrac GmbH in die DATA MODUL Weikersheim GmbH 2013 wurde auch der Zusammenschluss der Produktionsstandorte in München und Weikersheim abgeschlossen. Seitdem werden alle Displaysysteme am Standort in Weikersheim produziert.